# Campeonato Europeo de Hockey sobre Hierba Masculino de 2005
El X Campeonato Europeo de Hockey sobre Hierba Masculino se celebró en Leipzig (Alemania), entre el 28 de agosto y el 4 de septiembre de 2005, bajo la organización de la Federación Europea de Hockey (EHF) y la Federación Alemana de Hockey.

## Grupos
| Grupo A    | Grupo B      |
| ---------- | ------------ |
| Alemania   | España       |
| Bélgica    | Francia      |
| Escocia    | Países Bajos |
| Inglaterra | Polonia      |

## Fase preliminar

### Grupo A
| Equipo     | J | G | E | P | GF | GC | DG | PTS |
| ---------- | - | - | - | - | -- | -- | -- | --- |
| Alemania   | 3 | 3 | 0 | 0 | 10 | 2  | +8 | 9   |
| Bélgica    | 3 | 1 | 1 | 1 | 4  | 6  | -2 | 4   |
| Escocia    | 3 | 1 | 0 | 2 | 6  | 9  | -3 | 3   |
| Inglaterra | 3 | 0 | 1 | 2 | 3  | 6  | -3 | 1   |

- Encuentros disputados

| Fecha    | Hora¹ | Partido    | Partido | Partido    | Resultado |
| -------- | ----- | ---------- | ------- | ---------- | --------- |
| 28.08.05 | 15:30 | Alemania   | -       | Escocia    | 5 - 1     |
| 28.08.05 | 18:00 | Inglaterra | -       | Bélgica    | 1 - 1     |
| 30.08.05 | 17:30 | Alemania   | -       | Bélgica    | 4 - 1     |
| 30.08.05 | 20:15 | Inglaterra | -       | Escocia    | 2 - 4     |
| 01.09.05 | 10:45 | Bélgica    | -       | Escocia    | 2 - 1     |
| 01.09.05 | 17:23 | Alemania   | -       | Inglaterra | 1 - 0     |

- (¹) -  Hora local de Leipzig (UTC+2)

### Grupo B
| Equipo       | J | G | E | P | GF | GC | DG | PTS |
| ------------ | - | - | - | - | -- | -- | -- | --- |
| Países Bajos | 3 | 3 | 0 | 0 | 9  | 6  | +3 | 9   |
| España       | 3 | 2 | 0 | 1 | 9  | 6  | +3 | 6   |
| Polonia      | 3 | 1 | 0 | 2 | 6  | 3  | +3 | 3   |
| Francia      | 3 | 0 | 0 | 3 | 8  | 15 | -7 | 0   |

- Encuentros disputados

| Fecha    | Hora¹ | Partido      | Partido | Partido | Resultado |
| -------- | ----- | ------------ | ------- | ------- | --------- |
| 28.08.05 | 10:30 | Países Bajos | -       | Francia | 5 - 4     |
| 28.08.05 | 13:00 | España       | -       | Polonia | 2 - 1     |
| 29.08.05 | 17:30 | Países Bajos | -       | Polonia | 2 - 1     |
| 29.08.05 | 20:15 | España       | -       | Francia | 6 - 3     |
| 01.09.05 | 13:00 | Polonia      | -       | Francia | 4 - 1     |
| 01.09.05 | 15:15 | Países Bajos | -       | España  | 2 - 1     |

- (¹) -  Hora local de Leipzig (UTC+2)

## Fase final
|  | Semifinales              | Semifinales              |   |                          | Final                    | Final |  |
|  |                          |                          |   |                          |                          |       |  |
|  |                          |                          |   |                          |                          |       |  |
|  | 3 / 9 / 2005 - 14:00 h.¹ |                          |   |                          |                          |       |  |
|  | Alemania                 | 2                        |   |                          |                          |       |  |
|  | España                   | 3                        |   |                          |                          |       |  |
|  |                          |                          |   |                          |                          |       |  |
|  |                          |                          |   |                          | 4 / 9 / 2005 - 12:20 h.¹ |       |  |
|  |                          |                          |   |                          | España                   | 4     |  |
|  |                          | Países Bajos             | 2 |                          |                          |       |  |
|  |                          |                          |   |                          |                          |       |  |
|  |                          |                          |   |                          |                          |       |  |
|  |                          |                          |   |                          | Tercer lugar             |       |  |
|  | 3 / 9 / 2005 - 11:30 h.¹ | 3 / 9 / 2005 - 11:30 h.¹ |   | 4 / 9 / 2005 - 10:00 h.¹ | 4 / 9 / 2005 - 10:00 h.¹ |       |  |
|  | Países Bajos             | 5                        |   | Alemania                 | 9                        |       |  |
|  | Bélgica                  | 1                        |   |                          | Bélgica                  | 1     |  |

- (¹) -  Hora local de Leipzig (UTC+2)

### Puestos 5º a 8º
| Fecha    | Hora  | Partido | Partido | Partido    | Resultado |
| -------- | ----- | ------- | ------- | ---------- | --------- |
| 02.09.05 | 16:30 | Escocia | -       | Francia    | 2-4       |
| 02.09.05 | 19:00 | Polonia | -       | Inglaterra | 0-3       |

### Semifinales
| Fecha    | Hora  | Partido      | Partido | Partido | Resultado |
| -------- | ----- | ------------ | ------- | ------- | --------- |
| 03.09.05 | 14:00 | Alemania     | -       | España  | 2-3       |
| 03.09.05 | 11:30 | Países Bajos | -       | Bélgica | 5-1       |

### Séptimo lugar
| Fecha    | Hora  | Partido | Partido | Partido | Resultado         |
| -------- | ----- | ------- | ------- | ------- | ----------------- |
| 03.09.05 | 16:30 | Escocia | -       | Polonia | 2-2 5-6 (t. pen.) |

### Quinto lugar
| Fecha    | Hora  | Partido | Partido | Partido    | Resultado         |
| -------- | ----- | ------- | ------- | ---------- | ----------------- |
| 03.09.05 | 19:00 | Francia | -       | Inglaterra | 2-2 7-6 (t. pen.) |

### Tercer lugar
| Fecha    | Hora  | Partido  | Partido | Partido | Resultado |
| -------- | ----- | -------- | ------- | ------- | --------- |
| 04.09.05 | 10:00 | Alemania | -       | Bélgica | 9-1       |

### Final
| Fecha    | Hora  | Partido | Partido | Partido      | Resultado |
| -------- | ----- | ------- | ------- | ------------ | --------- |
| 04.09.05 | 12:20 | España  | -       | Países Bajos | 4-2       |

## Medallero
|        |              |          |
| España | Países Bajos | Alemania |

## Estadísticas

### Clasificación general
| 1. España       |
| 2. Países Bajos |
| 3. Alemania     |
| 4. Bélgica      |
| 5. Francia      |
| 6. Inglaterra   |
| 7. Polonia      |
| 8. Escocia      |